# والتر فارغاس
والتر فارغاس (بالإسبانية: Walter Vargas) هو دراج كولومبي، ولد في 16 أبريل 1992 في El Carmen de Viboral ‏ في كولومبيا.

## وصلات خارجية
- والتر فارغاس على موقع الاتحاد الدولي للدراجات (الإنجليزية)
- والتر فارغاس على موقع أرشيف الدراجات (الإنجليزية)
- والتر فارغاس على موقع إحصائيات الدراجات الإحترافية (الإنجليزية)
- والتر فارغاس على موقع نسبة الدراجات (الإنجليزية)